# De onschuldige verleiders
De onschuldige verleiders (Pools: Niewinni czarodzieje) is een Poolse dramafilm uit 1960 onder regie van Andrzej Wajda.

## Verhaal
Een jonge arts heeft schoon genoeg van alle vrouwelijke belangstelling. Op een nacht ontmoet hij een meisje, waarmee hij over liefde en moraal begint te discussiëren. Als hij haar kwijtraakt, begint hij een zoektocht door de stad om haar terug te vinden.

## Rolverdeling
| Acteur                | Personage           |
| --------------------- | ------------------- |
| Tadeusz Lomnicki      | Bazyli              |
| Krystyna Stypulkowska | Pelagia             |
| Zbigniew Cybulski     | Edmund              |
| Wanda Koczeska        | Mirka               |
| Kalina Jedrusik       | Journaliste         |
| Teresa Szmigielówna   | Ziekenzuster Teresa |
| Roman Polanski        | Dudzio              |